# Episodi de L'amico di legno
La prima e unica stagione della serie televisiva L'amico di legno è stata trasmessa in anteprima negli Stati Uniti d'America in syndication tra 29 settembre 1990 e il 25 maggio 1991.
| nº | Titolo originale                | Titolo italiano | Prima TV USA      | Prima TV Italia |
| -- | ------------------------------- | --------------- | ----------------- | --------------- |
| 1  | What a Dummy                    |                 | 29 settembre 1990 |                 |
| 2  | My Hero                         |                 | 6 ottobre 1990    |                 |
| 3  | The Contractor from Hell        |                 | 13 ottobre 1990   |                 |
| 4  | Whose Life Is It Anyway?        |                 | 20 ottobre 1990   |                 |
| 5  | The Champ                       |                 | 27 ottobre 1990   |                 |
| 6  | Good Neighbor Brannigan         |                 | 3 novembre 1990   |                 |
| 7  | Car Wars                        |                 | 10 novembre 1990  |                 |
| 8  | Grandpa Lou                     |                 | 17 novembre 1990  |                 |
| 9  | What I Did for Love             |                 | 24 novembre 1990  |                 |
| 10 | The Substitute                  |                 | 1º dicembre 1990  |                 |
| 11 | Unmarried... with Children      |                 | 8 dicembre 1990   |                 |
| 12 | Bringing Up Baby                |                 | 26 gennaio 1991   |                 |
| 13 | Buzz Is Loaded                  |                 | 2 febbraio 1991   |                 |
| 14 | Fear Itself                     |                 | 9 febbraio 1991   |                 |
| 15 | The Babysitter                  |                 | 16 febbraio 1991  |                 |
| 16 | Tucker's on the Air             |                 | 23 febbraio 1991  |                 |
| 17 | Mrs. Grumbacher's Talent Show   |                 | 2 marzo 1991      |                 |
| 18 | My Imaginary Friend             |                 | 9 marzo 1991      |                 |
| 19 | The Vacation That Never Was     |                 | 16 marzo 1991     |                 |
| 20 | Buzz for Sale                   |                 | 27 aprile 1991    |                 |
| 21 | The Nudge Who Came to Dinner    |                 | 4 maggio 1991     |                 |
| 22 | The Treasure of Sierra Secaucus |                 | 11 maggio 1991    |                 |
| 23 | Knock on Wood                   |                 | 18 maggio 1991    |                 |
| 24 | Toys Aren't Us                  |                 | 25 maggio 1991    |                 |